# Ariarates III
Ariarates III (gr. Ἀριαράθης, Ariaráthēs) (zm. 220 p.n.e.) – koregent ojca Ariaramnesa II, władcy Kapadocji, w latach ok. 255-235 p.n.e., samodzielny władca Kapadocji w latach ok. 235-230 p.n.e., król Kapadocji od ok. 230 p.n.e. do swej śmierci.
Ariarates poślubił Stratonikę, córkę króla państwa Seleucydów Antiocha II Theosa oraz królowej Laodiki I. Jego ojciec niezwykle kochał swe dzieci. Ok. r. 255 p.n.e. postanowił go, jako starszego syna, dopuścić do rządów razem z nim na równych zasadach. Po jego śmierci, ok. 235 r., Ariarates III objął samodzielne rządy nad Kapadocją. Był pierwszym władcą, który przybrał tytuł króla (basileus) ok. 230 p.n.e. W czasie wojny domowej między królem państwa Seleucydów Seleukosem II Kallinikosem a jego młodszym bratem Antiochem Heraksem, Ariarates III stał po stronie tego drugiego. Rozszerzył królestwo dodając Kataonię do swego zwierzchnictwa. Z żoną i królową Stratoniką miał syna Ariaratesa, przyszłego króla Kapadocji.